# Drobeta delectans
Drobeta delectans là một loài bướm đêm trong họ Noctuidae.